# خليج عقيق

خريطة الأميرالية رقم 14 للموانئ والمراسي في البحر الأحمر، نُشرت عام 1873؛سفاجا (سفاجة)؛ عقيق (عقيق) ؛ مرسى حلايب (حلايب)؛ رأس العسكر (الشقة)؛ رأس كثيب؛ عيد (Ēdd); شرم دميغ.

خليج عقيق هوخليج على ساحل السودان على البحر الأحمر، وتم تحديده كموقع رامسار محمي منذ عام 2009.
يواجه خليج عقيق الشمال الشرقي ويقع على بعد 160 كم جنوب شرق بورتسودان.